# Juni 2001
Portal Geschichte | Portal Biografien | Aktuelle Ereignisse | Jahreskalender | Tagesartikel

◄ |
20. Jahrhundert |
21. Jahrhundert

◄ |
1970er |
1980er |
1990er |
2000er
| 2010er | 2020er | 2030er | ►

◄ |
1997 |
1998 |
1999 |
2000 |
2001
| 2002 | 2003 | 2004 | 2005 | ►

◄ |
März 2001 |
April 2001 |
Mai 2001 |
Juni 2001 |
Juli 2001 |
August 2001 |
September 2001 |
►
Dieser Artikel behandelt tagesbezogene Nachrichten und Ereignisse im Juni 2001.

## Tagesgeschehen

### Freitag, 1. Juni 2001

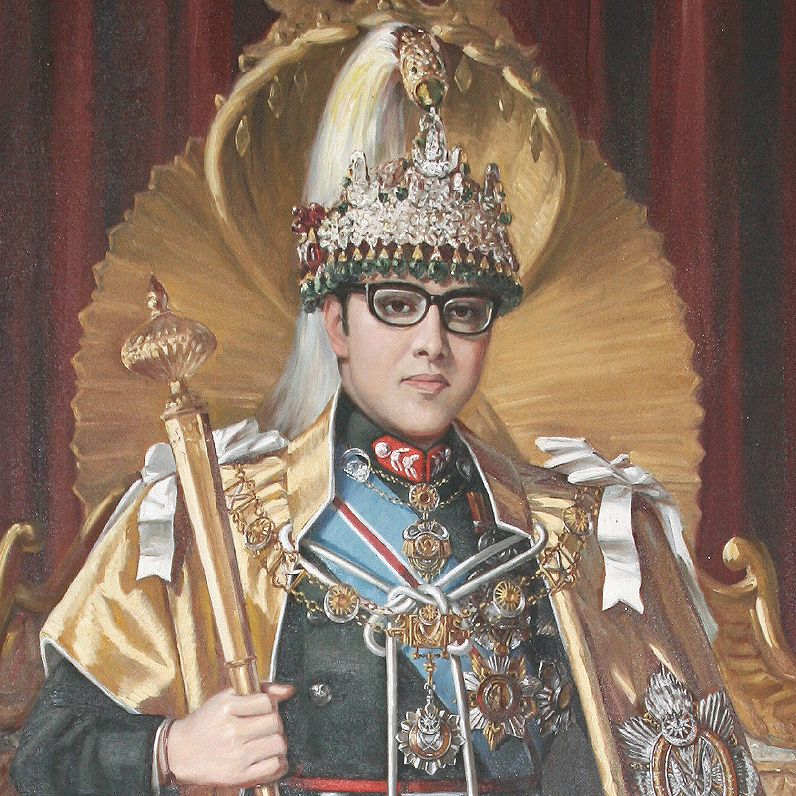
Offizielles Porträt von König Birendra

- Brüssel/Belgien, Skopje/Mazedonien: Das Interimsabkommen für den Handel zwischen der Europäischen Union und Mazedonien tritt in Kraft. Das Inkrafttreten des ebenfalls beschlossenen Stabilisierungs- und Assoziierungsabkommens ist noch nicht absehbar.[1]
- Kathmandu/Nepal: Nach offiziellen Angaben ermordet Kronprinz Dipendra – ein Sohn des seit 1972 amtierenden Königs von Nepal – seinen Vater König Birendra und fast die gesamte Herrscherfamilie.[2] Dipendra wird mit einer Schusswunde im Kopf aufgefunden und liegt die nächsten Tage im Koma. Dipendras Onkel, Gyanendra, der bei dem Massaker nicht anwesend war, übernimmt für Dipendra, dem neuen König, die Regentschaft, ehe Dipendra am 4. Juni seinen Verletzungen erliegt und Gynanendra die nachfolge als König von Nepal antritt.

### Sonntag, 3. Juni 2001
- New York/Vereinigte Staaten: Bei der 55. Verleihung des Tony Awards werden Mary-Louise Parker und Richard Easton jeweils für die beste Leistung in einer Hauptrolle in einem Theaterstück ausgezeichnet.[3]

### Montag, 4. Juni 2001
- Atlantik: Die Atlantische Hurrikansaison 2001 beginnt, als sich das Tiefdruckgebiet Allison nach seiner Entstehung aus einer Tropischen Welle im nördlichen Golf von Mexiko zum Tropischen Wirbelsturm verstärkt. Allisons Route weist in Richtung der texanischen Großstadt Houston.[4]
- Kathmandu/Nepal: Prinz Gyanendra wird neuer König, nachdem ein Massenmörder vor drei Tagen beinah die gesamte Königsfamilie auslöschte, einschließlich des bis zu diesem Augenblick regierenden Königs Birendra. Gyanendra ist dessen jüngerer Bruder. Nach der Krönung brechen Krawalle aus.[5]

### Donnerstag, 7. Juni 2001
- London/Vereinigtes Königreich: Bei der Wahl zum Unterhaus verliert die regierende Partei der Arbeit (LP) des Premierministers Tony Blair 2,5 % Stimmenanteil im Vergleich zur letzten Wahl. Die Konservative Partei mit Oppositionsführer William Hague gewinnt 1,0 % hinzu. Im Parlament hält die LP weiterhin die absolute Mehrheit.[6]
- Bergkamen/Deutschland: Das Bergwerk Zeche Haus Aden in Bergkamen-Oberaden wird stillgelegt. Teile des Bergwerks werden durch das Bergwerk Ost weitergenutzt.[7]

### Freitag, 8. Juni 2001

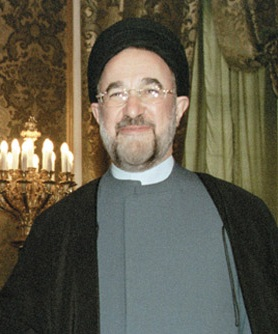
Mohammad Chātami

- Teheran/Iran: Der als liberal geltende Staatspräsident Mohammad Chātami wird mit circa 77 % der Wählerstimmen im Amt bestätigt.[8]
- Ikeda/Japan: Beim Schulmassaker von Osaka sterben acht Kinder durch ein Messerattentat des ehemaligen Hausmeisters.

### Samstag, 9. Juni 2001
- Denver/Vereinigte Staaten: Der Stanley Cup der nordamerikanischen Eishockey-Profiliga NHL geht in diesem Jahr an das Team Colorado Avalanche. Im entscheidenden siebten Spiel der Finalserie behält der Gastgeber gegen Titelverteidiger New Jersey Devils mit 3:1 die Oberhand.[9]

### Sonntag, 10. Juni 2001
- Basel/Schweiz: Im Stadion St. Jakob-Park gewinnt der Servette FC aus Genf das Final um den Schweizer Cup im Fussball mit 3:0 gegen den Yverdon-Sport FC.[10]
- Mailand/Italien: Der Gesamtsieg bei der 84. Ausgabe des Rad-Etappenrennens Giro d’Italia geht an den Italiener Gilberto Simoni. Es ist sein erster Gesamtsieg bei dieser Rundfahrt und der 59. eines Italieners.[11]

### Montag, 11. Juni 2001
- Berlin/Deutschland: Die CDU schlägt vor, den Regierenden Bürgermeister von Berlin in Zukunft nicht mehr von Abgeordneten, sondern direkt vom Volk wählen zu lassen.[12]

### Mittwoch, 13. Juni 2001
- Frankfurt am Main/Deutschland: Der 29. Deutsche Evangelische Kirchentag unter dem Motto „Du stellst meine Füße auf weiten Raum“ beginnt.[13]
- Stuttgart/Deutschland: Der Landtag von Baden-Württemberg wählt Erwin Teufel (CDU) zum vierten Mal seit Januar 1991 zum Ministerpräsidenten. Die Koalitionsregierung aus CDU und FDP/DVP kann fortgesetzt werden.[14]

### Freitag, 15. Juni 2001
- Göteborg/Schweden: Das zweitägige Treffen des Europäischen Rats der Europäischen Union beginnt.
- Hauzenberg/Deutschland: Der BWL-Student Matthias Vogl und der Elektrotechnik-Student Christian Wimmer starten das Soziale Netzwerk „Singletreffen.net“.[15]

### Samstag, 16. Juni 2001

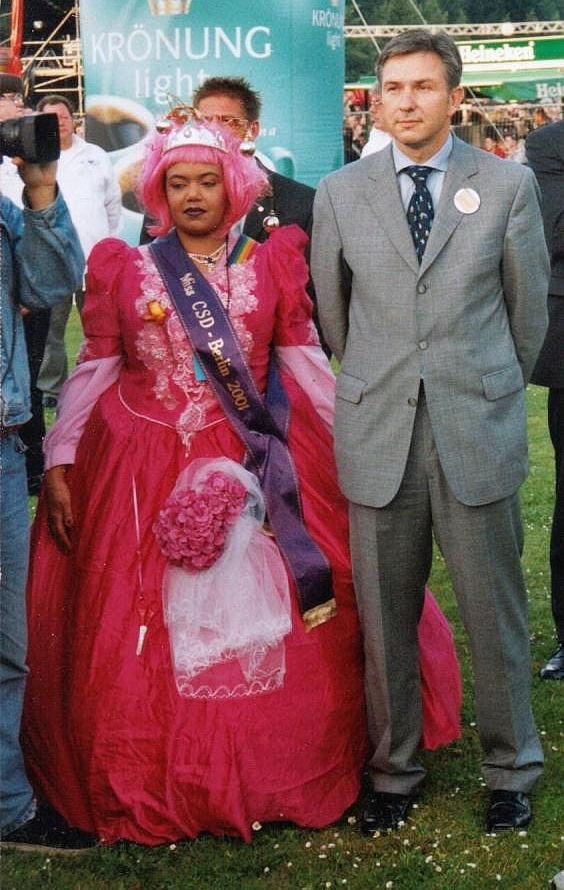
Klaus Wowereit (rechts)

- Berlin/Deutschland: Der Regierende Bürgermeister Eberhard Diepgen (CDU) wird durch ein Misstrauensvotum in Folge des Berliner Bankenskandals seines Amtes enthoben. Zum Nachfolger wählt das Abgeordnetenhaus den SPD-Politiker Klaus Wowereit.[16]

### Sonntag, 17. Juni 2001
- Sofia/Bulgarien: Bei den Parlamentswahlen wird die „Bewegung Simeon II.“ mit Spitzenkandidat Simeon Sakskoburggotski stärkste Kraft.[17]

### Mittwoch, 20. Juni 2001
- Islamabad/Pakistan: Pervez Musharraf wird Staatsoberhaupt und löst das Parlament auf.

### Donnerstag, 21. Juni 2001

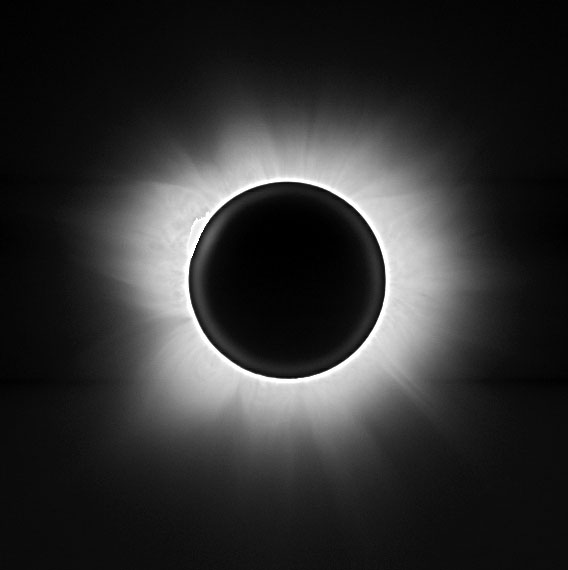
Aufnahme der Korona von Lusaka in Sambia aus

- Südliches Afrika: Bei der totalen Sonnenfinsternis ist über dem Atlantik nahe Angola die Sonne fast fünf Minuten lang zu 100 % vom Mond verdeckt. Der Kernschatten des Mondes trifft auch Madagaskar, Mosambik, Sambia und Simbabwe.[18]

### Freitag, 22. Juni 2001
- Berlin/Deutschland: Die Bundesregierung einigt sich mit den Ministerpräsidenten der Länder des Beitrittsgebiets von 1990 über die Modalitäten des Zweiten Solidarpakts.[19]
- Berlin/Deutschland: Der Deutsche Filmpreis in Gold wird an Die innere Sicherheit von Regisseur Christian Petzold verliehen.[20]
- Italien: Die Polizei nimmt die Volxtheaterkarawane fest.
- Kerala/Indien: Der Zug Mangalore Mail von Mangalore nach Chennai entgleist auf der Brücke über den Fluss Kadalundi und stürzt ins Wasser. Mehr als 50 Menschen sterben, mindestens 230 werden verletzt.[21]

### Samstag, 23. Juni 2001
- Fuzhou/China: Der Taifun Chebi trifft auf das chinesische Festland. 108 Menschen in China und in Taiwan kommen durch die Auswirkungen des Sturms ums Leben.[22]
- Ocana/Peru: Ein schweres Erdbeben mit einer Magnitude 8,4 von erschüttert die Regionen Region Arequipa, Moquegua, Tacna und Ayacucho. Durch das Erdbeben starben 77 Menschen, weitere durch einen ausgelösten Tsunami.[23]

### Sonntag, 24. Juni 2001
- Tirana/Albanien: Ilir Meta von der Sozialistischen Partei Albaniens (SPA) wird in der ersten Runde der Parlamentswahl als Regierungschef bestätigt. In 45 Wahlbezirken, in denen die Wähler keinem der Kandidaten zur absoluten Mehrheit verhelfen, sind für den 8. Juli Stichwahlen angesetzt. Sie werden jedoch am Wahlsieg der SPA nichts ändern.[24]

### Donnerstag, 28. Juni 2001
- Belgrad/Jugoslawien: Die Regierung liefert Slobodan Milošević, den ehemaligen Präsidenten der jugoslawischen Teilrepublik Serbien sowie ehemaligen Präsidenten der Bundesrepublik Jugoslawien, an den Internationalen Strafgerichtshof in Den Haag aus.[25]

## Weblinks

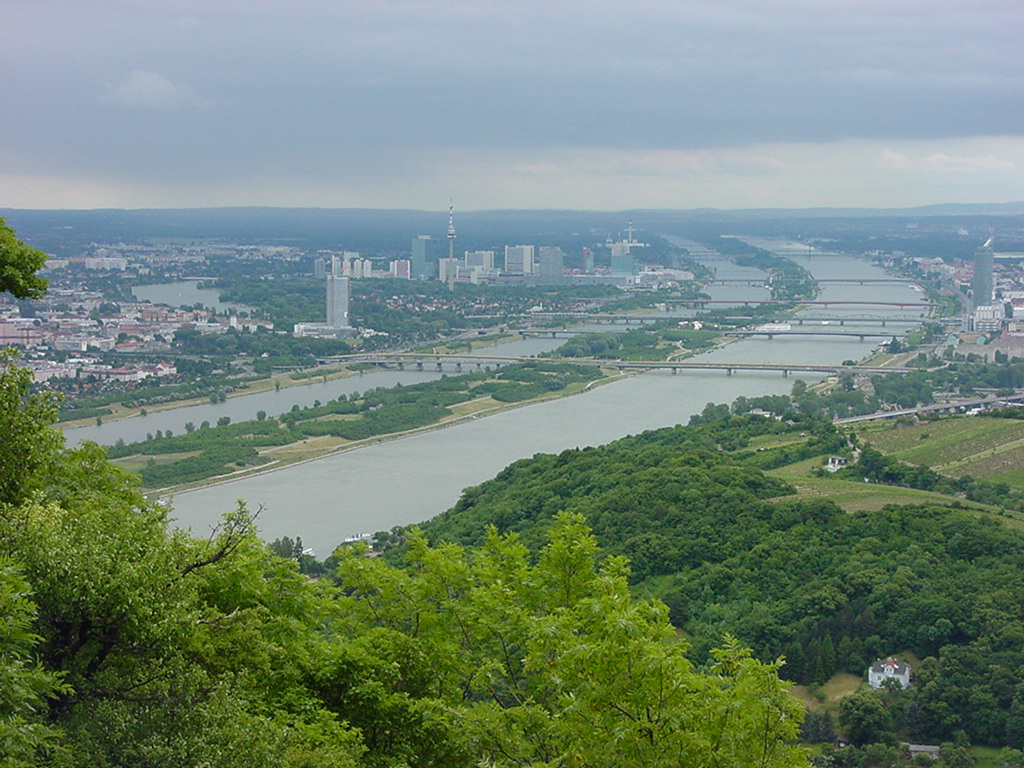
Wien im Juni 2001